# 叉肢流石蛾
叉肢流石蛾（学名：Rhyacophila schismatica）为流石蛾科流石蛾屬下的一个种。